# 쿄소기가
교소기가(일본어: 京騒戯画, 한자 표기는 "경소희화")는 도에이 애니메이션과 반프레스토가 함께 만든 애니메이션이다.
2011년과 2012년에 각각 단편, 5화 분량의 오리지널 비디오 애니메이션으로 제작되어 반다이 채널, 니코니코 동화, 유튜브로 공개되었고, 2013년 4분기에 13화 분량의 텔레비전 애니메이션으로서 방영되었다.

## 등장인물
- 코토(コト), CV: 구기미야 리에
검은 토끼인 코토를 쫓아 교토로 온 소녀.
- 아(阿), CV: 히다카 노리코
활발한 성격의 적색 식신.
- 운(吽), CV: 시라이시 료코
아(阿)와는 대조적으로 조금 침착한 성격을 가진 듯한 청색 빛깔의 식신이다.
- 묘에(明恵 (先代)), CV: 이시다 아키라
코토와 세남매의 아버지. 어떤 이유로 신사 소속이 된 이후에는 이나리(稲荷)로 불리고 있다.
- 코토(古都), CV: 히사가와 아야
묘에가 그린 검은 토끼, 자신의 취향에 딱 맞는 그를 사모하다가 여신의 몸을 대여받은 덕분에 부부의 연을 맺었다. 하지만 언젠가 몸을 되돌려 주어야 하고 그러면 헤어져야 했기에, 다른 방법을 찾기 위해 돌연 세남매를 두고 그와 함께 사라졌다. 쿄토에서 사라진 이후에는 미야코님(みやこ様 미야코사마[*])이라 불리며 신앙의 대상이 되었다.

### 삼인 의회
- 묘에(明恵), CV: 스즈무라 겐이치(성년)/사이토 치와(어릴적)
어릴적 이름은 야쿠시마루(薬師丸), 교토에 찾아온 코토를 돌보고 있다.
- 쿠라마(鞍馬), CV: 나카하라 시게루/시라이시 료코(어릴적)
묘에의 형, 야세와 함께 그림에서 나왔다.
- 야세(八瀬), CV: 키타무라 에리
묘에의 누나. 오니로 태어났다.

### 주지 일파
- 쇼코 박사(ショーコ博士 쇼코 하카세[*]), CV: 사이토 치와
하얀 실험가운에 걸치고 고글을 머리에 끼고 있는 소녀.
- 후시미(伏見), CV: 타케모토 에이지
쇼코 박사의 부하이자 그녀의 조수.

## 대중매체

### 애니메이션
| 화                             | 방영일                         | 제목 (원제)                            | 제목 (옮김)                                    |
| 오리지널 비디오 애니메이션 1탄 | 오리지널 비디오 애니메이션 1탄 | 오리지널 비디오 애니메이션 1탄         | 오리지널 비디오 애니메이션 1탄                 |
| ------------------------------ | ------------------------------ | -------------------------------------- | ---------------------------------------------- |
| 1                              | 2011년 12월 10일               | 없음                                   | 없음                                           |
| 오리지널 비디오 애니메이션 2탄 |                                |                                        |                                                |
| 1                              | 2012년 8월 31일                | コト、主人公かく語りき                 | 코토, 주인공이 그리는 이야기 일기              |
| 2                              | 2012년 10월 27일               | ショーコ、科学者慌て窮す               | 쇼코, 당황해서 궁색하다                        |
| 3                              | 2012년 11월 10일               | 八瀬、妖怪鏡都通信                     | 야세, 요괴 쿄토 통신                           |
| 4                              | 2012년 12월 8일                | 明恵、坊主かく語りき                   | 모에, 스님이 그리는 이야기 일기                |
| 5                              | 2012년 12월 22일               | 古都、黒兎回想録                       | 코토, 검은 토끼 회상록                         |
| 텔레비전 애니메이션            |                                |                                        |                                                |
| 0                              | 2013년 10월 2일                | 予習篇                                 | 예습편                                         |
| 1                              | 2013년 10월 9일                | ある一家の事情とその背景               | 어느 일가의 사정과 그 배경                     |
| 2                              | 2013년 10월 16일               | やってきたのは妹                       | 찾아온 것은 여동생                             |
| 3                              | 2013년 10월 23일               | 長男と愉快で科学な仲間                 | 장남과 유쾌한 과학적 동료들                    |
| 4                              | 2013년 10월 30일               | 次女と素敵な妖怪達                     | 차녀와 멋진 요괴들                             |
| 5                              | 2013년 11월 6일                | 若き三男の悩みと始まりと終わり         | 젊은 삼남의 고민과 시작과 끝                   |
| 5.5                            | 2013년 11월 13일               | 京都実録篇                             | 쿄토실록편                                     |
| 6                              | 2013년 11월 20일               | 二人が計画し一人が悩む話               | 두사람이 계획하고 한 사람이 고민하는 이야기    |
| 7                              | 2013년 11월 일                 | 母が帰還してついでに父も帰還した       | 엄마가 귀환하고 뒤이어 아빠도 귀환했다         |
| 8                              | 2013년 12월 일                 | あっちとこっちでもめる話               | 여기저기서 이야기                              |
| 9                              | 2013년 12월 일                 | どうしたらいいかみんなで考えよう       | 어쩌면 좋을지 다 함께 생각하자                 |
| 10                             | 2013년 12월 일                 | 今日を騒がしく戯れ生きる人々の漫画映画 | 오늘도 시끌법적하게 살아가는 사람들의 만화영화 |
| 10.5                           | 2013년 12월 일                 | 復習篇                                 | 복습편                                         |

OVA 1, 2탄 모두 니코니코 동화, 유튜브, 반다이 채널로 배급되었다.